# أولريك فلو
أولريك فلو (بالبوكمول: Ulrik Flo) هو لاعب كرة قدم نرويجي في مركز الهجوم، ولد في 6 أكتوبر 1988 في Stryn ‏ في النرويج. شارك مع منتخب النرويج تحت 18 سنة لكرة القدم. أما مع النوادي، فقد لعب مع نادي أود ونادي سوغندال لكرة القدم ونادي سيلكيبورج.

## وصلات خارجية
- أولريك فلو على موقع قاعدة بيانات كرة القدم.إي يو (الإنجليزية)
- أولريك فلو على موقع Soccerway.com (الإنجليزية)